# Cangetta cervinalis
Cangetta cervinalis is een vlinder uit de familie van de grasmotten (Crambidae), uit de onderfamilie van de Spilomelinae. De wetenschappelijke naam van deze soort is voor het eerst voorgesteld door Aristide Caradja in een publicatie uit 1934.
De soort komt voor in China (Guangdong) en het Russische Verre Oosten.